# KFF Mitrovica
El KFF Mitrovica (en albanés: Klubi Futbollistik për Femra Mitrovica), comúnmente conocido como Mitrovica, es un club de fútbol femenino kosovo de la ciudad de Mitrovica, que juega en la Liga e Femrave, máxima categoría del fútbol femenino en ese país.

## Estadio
El club juega sus partidos como local en tres estadios:
- Estadio Olímpico Adem Jashari (en albanés: Stadiumi Olimpik Adem Jashari), un estadio de usos múltiples en Mitrovica, Kosovo. El estadio tiene una capacidad de alrededor de 35.000 personas o 18.500 sentados y lleva el nombre de uno de los fundadores del Ejército de Liberación de Kosovo, Adem Jashari.
- Estadio Riza Lushta (en albanés: Stadiumi Riza Lushta), un estadio de usos múltiples en Mitrovica, Kosovo. El estadio tiene una capacidad para 12.000 personas con todas las plazas y lleva el nombre del exjugador del KF Trepça, Riza Lushta.
- Estadio Sintético Xhevat Jusufi-Xheki (en albanés: Stadiumi Sintetik Xhevat Jusufi-Xheki), un estadio de fútbol en Mitrovica, Kosovo. El estadio lleva el nombre del exjugador juvenil de la escuela de fútbol Lushta, Xhevat Jusufi.

## Palmarés
- Liga e Femrave (6): 2017/18, 2018/19, 2019/20, 2020/21, 2023/24, 2024/25.[1]
- Copa Femenina de Kosovo (2): 2017/18, 2018/19.